# Philodromus jimredneri
Philodromus jimredneri es una especie de araña cangrejo del género Philodromus, familia Philodromidae. Fue descrita científicamente por Jiménez en 1989.
Los machos miden entre 2.72 a 3.25 mm y las hembras 3.67 mm.

## Distribución
Esta especie se encuentra en México.